# Descurainia
Descurainia es un género de plantas con flores perteneciente a la familia Brassicaceae.

## Descripción
Son similares en apariencia a otros géneros de la familia, con tallos erectos y pequeñas flores de color blanco o amarillo. Muchas especies son tóxicas. Algunas, que crecen en zonas de pastoreo son perjudiciales para el ganado. Este género se encuentra en las regiones templadas de todo el mundo.
Dentro de Brassicaceae, las plantas del género Descurainia se diferencian por ser plantas arbustivas perennes, con hojas pinnatífidas. Las flores tienen pétalos amarillos y los frutos son silicuas más o menos tetranguladas.

## Taxonomía
El género fue descrito por Webb y Berthel. y publicado en Histoire Naturelle des Îles Canaries 3(2,1): 72–73. 1836.
Etimología
Descurainia: nombre genérico dedicado a François Descuraine (1658-1740), farmacéutico francés.

## Especies seleccionadas
- Descurainia antarctica
- Descurainia bourgaeana
- Descurainia californica
- Descurainia gilva
- Descurainia gonzalezii
- Descurainia incana
- Descurainia lemsii
- Descurainia millefolia
- Descurainia obtusa
- Descurainia paradisa
- Descurainia pinnata
- Descurainia preauxiana
- Descurainia ramosissima
- Descurainia sophia
- Descurainia sophioides
- Descurainia torulosa
- Descurainia argentina